# Bernard Martens van Vliet

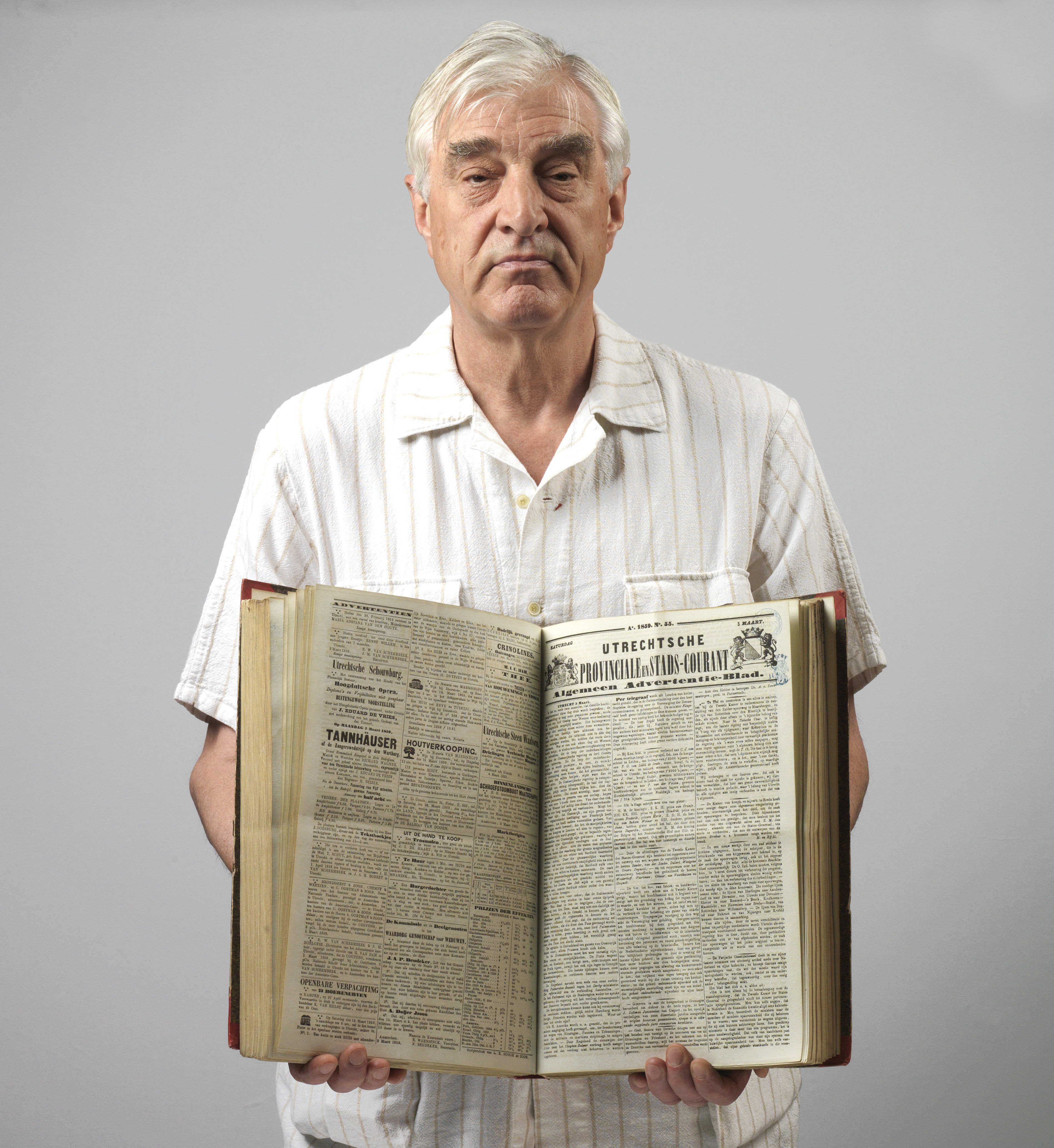
Portret van Bernard Martens van Vliet

Bernard Johan Martens van Vliet (Utrecht, 5 januari 1938 - aldaar, 7 oktober 2011) was een Nederlands journalist en schrijver over het Stad-Utrechts.
In 1996 bracht Van Vliet samen met Harrie Scholtmeijer een werk uit over het Utrechtse stadsdialect onder de titel De vollekstaol van de stad Uterech, dat meerdere herdrukken beleefde.
- Nederlandse Thesaurus van Auteursnamen: 084865903
- Virtual International Authority File: 287377794